# Paul Mühlmann
Paul Mühlmann (auch Mülman, Mülmann; * 1609, getauft 17. Oktober 1609 in Leipzig; † 1642 in Weißenfels) war ein deutscher evangelischer Pfarrer in Reichardtswerben und Weißenfels und auch Dichter.

## Leben
Paul Mühlmann studierte mit seinem Bruder Christian II. Mühlmann auf der Universität Leipzig und wurde 1629 Magister der Philosophie. Er kannte den Poeta laureatus Paul Fleming und widmete ihm 1632 ein in Breslau geschriebenes Gedicht De rautato magistrorum creationis tempore. Mühlmann muss 1632 Student in Breslau gewesen sein: „Der Mag. Paul Mülmann aus Leipzig ist als ein besonders fleißiger Zuhörer in den Listen der Universität aufgefallen. Doch welchen Lohn seine Studien zu Breslau oder sonst errungen haben möchten, ist uns unerforscht geblieben.“. Zwei Gelegenheitsschriften markieren ein wichtiges privates Ereignis im Leben von Flemings und Mühlmanns Freund Samuel Michael (* 1597 in Dresden; † 1632 in Leipzig), Organist an der Nikolaikirche Leipzig zwischen 1628 und 1632: Paul Mühlmann besang zum 21. Juli 1632 das „Lob der Ehe/ /auff/ / Herrn Andreas Oehlen/ / Buchhändlers in/ /Leipzig/mit Jungfraw//Anna Kerstin/ //Hochzeit“ (Druck: Abraham Lamberg). Und dem gleichen Anlass galt „Gereris Freuden Fest“. Mühlmann war 1636–1642 Pfarrer in Reichardtswerben und zuletzt in Weißenfels, wo er 1642 im Alter von 32 Jahren starb.

## Familie
Mühlmanns Eltern waren der Theologieprofessor, Archidiakonus der Nikolaikirche zu Leipzig und Kirchenlieddichter Johann Mühlmann und Gertrud, eine Tochter des Leipziger Bürgers Georg Grünewald und Witwe von Paulus Bursius (auch Paul Bursche genannt). Mühlmanns Geschwister waren:
1. Christian II. Mühlmann (1611–1660)
2. Maria Mühlmann (* 11. Februar 1611[6] in Leipzig) (Zwilling)
3. Susanna Mühlmann (getauft den 15. Juli 1612[7] in Leipzig), verheiratet seit 1635 mit Joachim Pollio (* 7. April 1602 in Bunzlau in Schlesien; † 3. Juni 1656 in Breslau), Archidiakonus in Breslau.
4. Gertrautte Mühlmann (getauft den 29. Dezember 1613[8] in Leipzig).

Mühlmanns Halbgeschwister aus seines Vaters erster Ehe mit Dorothea Gleser sind:
1. Johann II. Mühlmann SJ (1600–1651)
2. Magdalena Mühlmann (* um 1600 in Pegau; † 16. November 1633 in Borna), als Witwe von Jacob Lossius (* 22. Juni 1596 in Dippoldiswalde; † 28. Januar 1663 in Borna), Philosoph, Pfarrer und Superintendent in Borna.
3. Hieronymus II. Mühlmann SJ (1606–1666)
4. Maria Mühlmann (Nottaufe zu Hause den 30. Oktober 1607[9] in Leipzig; † 2. November 1607 in Leipzig).

## Werke
- De rautato magistrorum creationis tempore (gewidmet um 1632 an Paul Fleming).[10]
- Positiones de Memoria. Jansonius, Leipzig 1631.